# INDRA
Abordează stiluri diverse: ambient, space și mai ales Berlin School - stil creat de clasicii muzicii electronice Tangerine Dream și Klaus Schulze. Considerat a fi un continuator al lui Klaus Schulze, criticii de muzică electronică apreciază că a explorat conceptul de Berlin School, adăugând noi valențe, perspective și mai ales profunzime. Indra aduce muzica electronică de mare valoare în România, gen ce începe să se dezvolte și să ia amploare.

## Biografie
Dan Bozaru s-a născut la 5 mai 1961, Drăgășani, Vâlcea. În 1976  studiază percuția la Școala Populară de Arte din Iași, iar în 1977 a început să studieze, ca autodidact, chitara.
Debutul în muzică are loc în anul 1978 alături de o trupă folk, în timpul liceului. Patru ani mai târziu s-a alăturat trupei Rocking, ca și chitarist. Din anul 1984, după desființarea acesteia, a intrat în formația Echo, ce adopta stilul progressive folk. 
În anul 1991 a început să fie preocupat de sintetizatoare și muzica electronică. Doi ani mai târziu a achiziționat echipamente de studio și a compus primele sale compoziții în acest domeniu, cu ajutorul unui PC. În anul 1998, casa de discuri Inter-Lotus a editat numeroase compoziții de muzică terapeutică semnate Indra.

## Discografie
- Turning Away (1993)
- Kingdom of Light (1993)
- Parallel Time (1993)
- Plenitude (1994)
- Cosmic Sound (1994)
- Colosseum (1995)
- Maharaj (1995)
- Interactive Play (vol.1) (1995)
- Interactive Play (vol.2) (live) (1995)
- Echo in Time (1998)
- Star Traveller (1999)
- Ocean of Silence (1999)
- Sideral Music (1999)
- Whispers of Nature (1999)
- Millennium Live 2000 (live) (2000)
- Ultimate Nexus (2001)
- Signs (2005)
- Pleasure (2005)
- The Call of Shiva (vol.1) (2005)
- The Call of Shiva (vol.2) (2005)
- The Challenge (2006)
- Generation (2006)
- Special Edition CD1: Kali (2006)
- Special Edition CD2: Tara (2007)
- Special Edition CD3: Tripura Sundari (2007)
- Special Edition CD4: Bhuvaneshvari (2008)
- Special Edition CD5: Tripura Bhairavi (2009)
- Special Edition CD6: Chinnamasta (2009)
- Special Edition CD7: Dhumavati (2009)
- The Pyramid Concert (live - 2008) (2010)
- Special Edition CD8: bagalamukhi (2010)
- Live in The Salt Mine (dvd & cd audio - live 2007) (2010)
- Ricochet Gathering - Croatia 2009 (dvd) (2011)
- Special Edition CD9: Matangi (2012)